# Doutor Ricardo
Doutor Ricardo é um município brasileiro do estado do Rio Grande do Sul.

## Generalidades
Localiza-se a uma latitude 29º05'09" sul e a uma longitude 51º59'30" oeste, estando a uma altitude de 499 metros.
Possui uma área de 108,434 km² e sua população de acordo com o Censo 2022 é de 1.888 habitantes.

## Gentílico
O nome da cidade é uma homenagem que a classe política de Encantado e a comunidade local em 22 de outubro de 1959 (conforme a Lei nº 1-59 l) prestaram ao doutor Ernesto Ricardo Heinzelmann.
Nascido em 1820 na Prússia, onde estudou medicina, Heinzelmann emigrou em 1846 para o Brasil, passando pelo Rio de Janeiro até chegar ao Rio Grande do Sul, instalando-se em Porto Alegre. Em 1858, recebeu a medalha de cavaleiro da Imperial Ordem da Rosa pelos serviços prestados na epidemia de cólera morbus em 1855 e 1856. O Imperador D. Pedro II também cedeu terras no Vale do Taquari, mas nunca tomou posse e elas voltaram ao governo, vindo depois a se tornar o município de Dr. Ricardo.

## História
Os primeiros imigrantes italianos vieram no ano de 1910. Vinham de cidades como Garibaldi, Bento Gonçalves, Caxias do Sul e Veranópolis. A vida no início era difícil pois a área era coberta por mato e era necessário abrir clareiras para se estabelecer e para plantar. As casas eram levantadas sobre colones por medo dos animais selvagens. Mais adiante, com casas altas, formou-se o famoso porão que servia de adega para alimentos (queijo, salame, vinho, entre outros).
Doutor Ricardo desmembrou-se dos municípios de Encantado e Anta Gorda, por meio da Lei Estadual nº 10.639, de 28 de dezembro de 1995, tendo sido instalado oficialmente no dia 1 de janeiro de 1997.

Diversos de seus antigos moradores são fundadores e co-fundadores de inúmeros municípios em diversos estados da federação, em especial, no oeste Catarinense, noroeste paranaense, Mato Grosso do Sul, Mato Grosso, Rondônia, entre outros.